# Наречена з Вуаділя
«Наречена з Вуаділя» — радянський художній фільм 1984 року, знятий режисером Алі Хамраєвим на кіностудії «Узбекфільм».

## Сюжет
Вагоновожатий Ядгар, закохавшись у юну Асаль, що приїхала з далекого кишлаку Вуаділя, хоче з нею одружитися, але його сестра вже підшукала йому наречену. До того ж тітонька коханої із простої шкідливості забороняє зустрічатися молодим і відвозить Асаль додому. Але коли вони поїхали, батько Ядгара зрозумів, що по вуха закохався у норовливу тітоньку. Не роздумуючи, батько та син їдуть на пошуки своїх наречених. Постановка танців Галії Ізмайлової.

## У ролях
- Рано Закірова — Асаль
- Фуркат Файзієв — Ядгар
- Хусан Шаріпов — Хусан Артикович, батько
- Бахтійор Іхтіяров — Ахмад-палван, лейтенант міліції, батько Асаль
- Гульча Ташбаєва — Аїда, сестра Ядгара
- Мар'ям Іхтіярова — Халіма, тітка Асаль, сестра Ахмада-палвана
- Айбарчин Бакірова — Нурініссо
- Саїдмурад Зіяутдінов — фотограф
- Ергаш Карімов — перукар
- Машраб Кімсанов — Машраб, чоловік Аїди
- Мар'ям Якубова — бабуся Рано
- Г. Бурханова — роль другого плану
- Тахір Нармухамедов — роль другого плану
- Ділором Камбарова — Діля
- Анвара Алімова — роль другого плану
- Фатіма Реджаметова — подруга нареченої
- Р. Абдукарімов — роль другого плану
- Зухра Абдурахманова — роль другого плану
- Раджаб Адашев — роль другого плану
- Турсун Імінов — роль другого плану
- С. Мухамедова — роль другого плану
- Садріддін Зіямухамедов — роль другого плану
- Саїд Зіяутдінов — брат

## Знімальна група
- Режисер — Алі Хамраєв
- Сценарист — Алі Хамраєв
- Оператор — Ріфкат Ібрагімов
- Композитори — Рустам Ільясов, Євген Ширяєв, Фаррух Закіров
- Художник — Садріддін Зіямухамедов